# Waschhaus (Fontana)

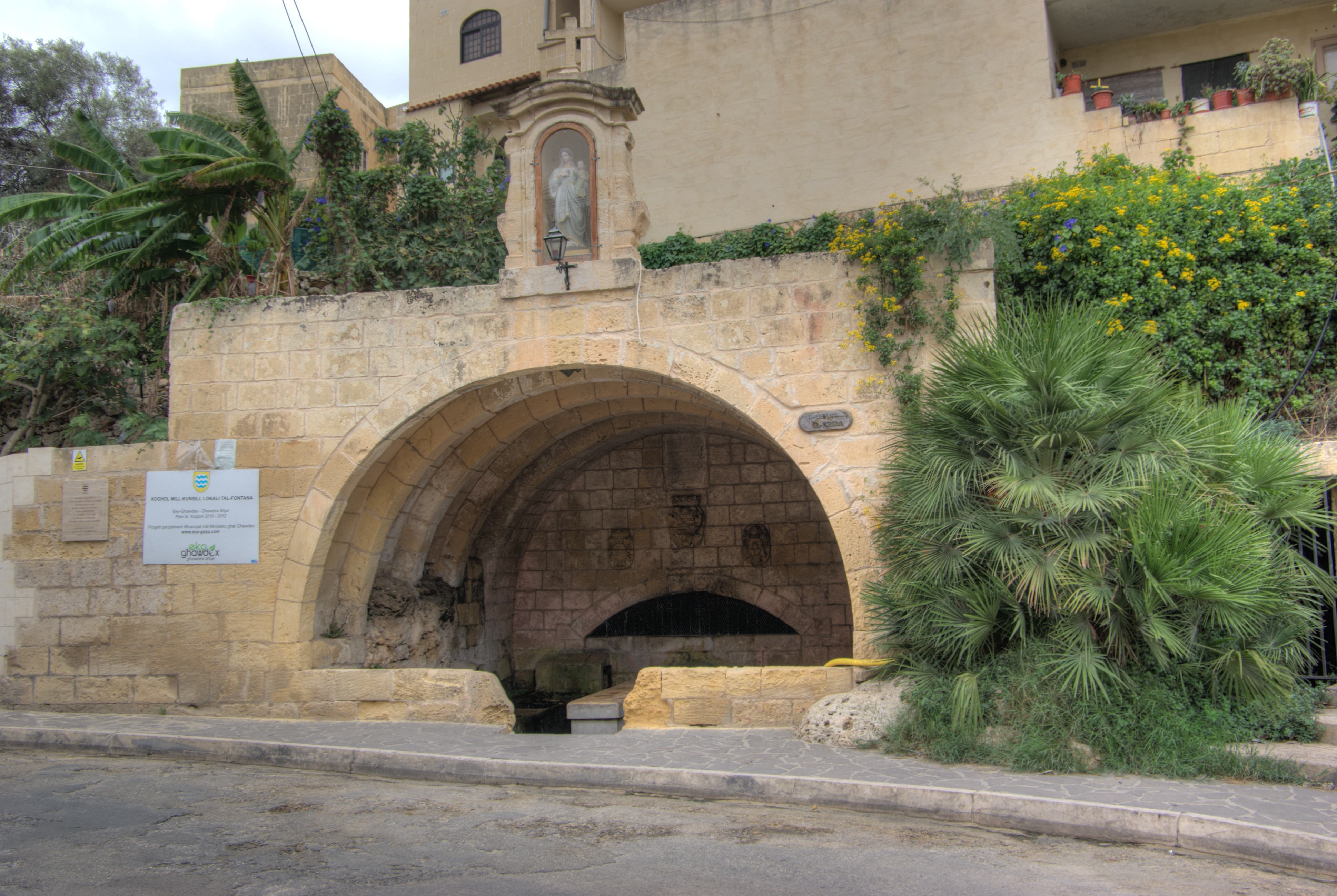
Das Waschhaus in Fontana

Das Waschhaus oder Die große Quelle (maltesisch L-Għajn il-Kbira, englisch Wash-house) ist ein kulturhistorisch bedeutsames Bauwerk in Fontana auf der zu Malta gehörenden Insel Gozo. Es steht an der Pjazza l-Għejjun, nahe der Straße von Victoria zur Xlendi Bay, und ist im National Inventory of Cultural Property of the Maltese Islands unter der Nummer 4 aufgeführt.

## Beschreibung

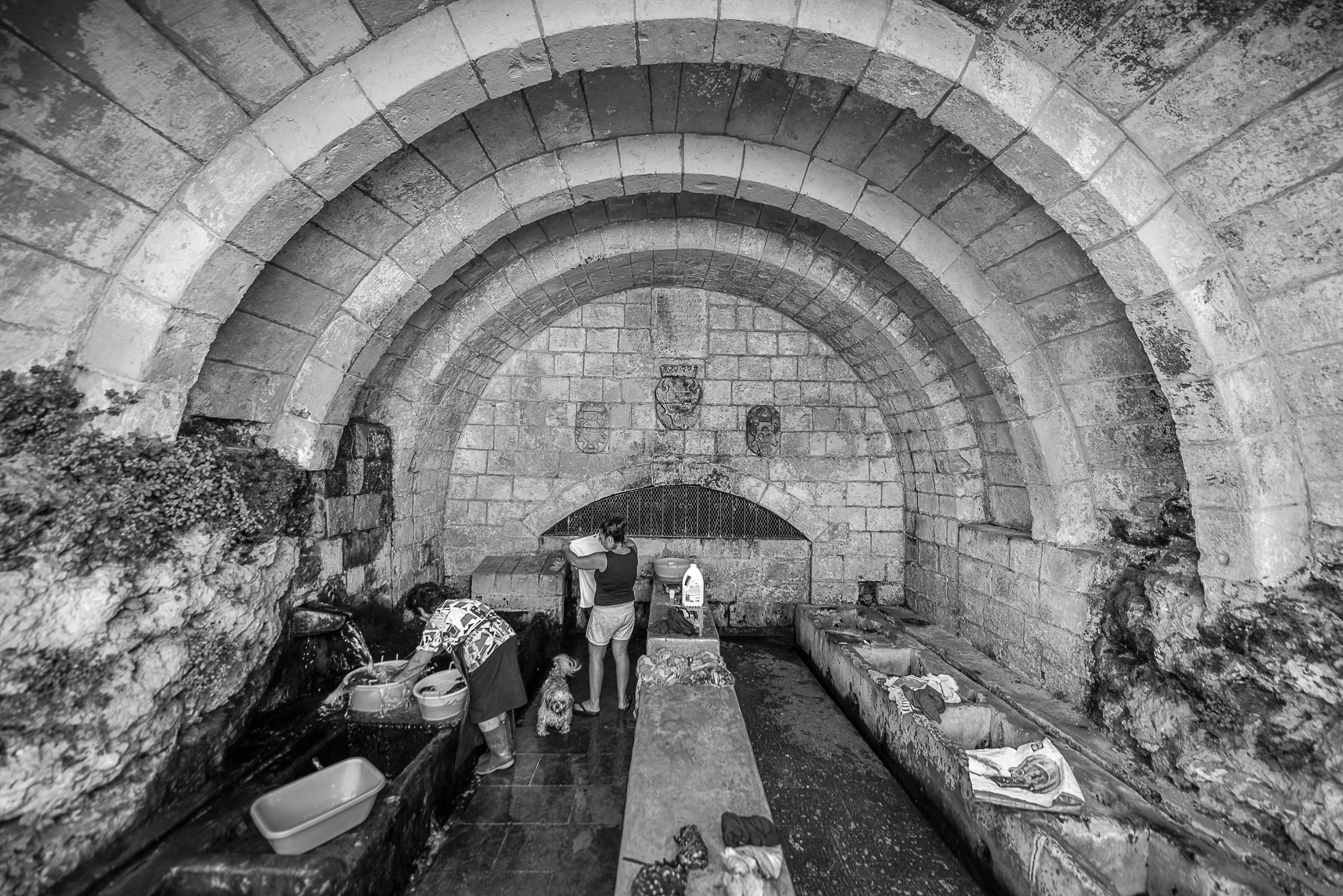
Innenansicht (2019)

Das Gebäude besteht aus einem einzigen höhlenartigen Raum, dessen Bögen über einer Quelle aufgeführt sind, aus der die Bewohner des Ortes ihr Trinkwasser schöpften und an der die Waschfrauen arbeiteten. Der Zweck des Gebäudes bestand im Schutz der dort Arbeitenden vor der sengenden Sommersonne wie auch vor den kalten Nordwestwinden des maltesischen Winters.
Im Inneren wird das aus der Quelle entspringende Wasser in steinerne Tröge geleitet. An der Stirnwand befinden sich drei aus Stein gearbeitete Wappenschilder. Das mittlere Schild zeigt das Wappen des Großmeisters Gregorio Carafa, das linke das Wappen der Familie Azzopardi, und rechts ist das Wappen der Universitas, der Regierung Maltas unter den Großmeistern, angebracht, die für den Unterhalt der Wasserversorgung sorgte. An den Wänden aus Korallenkalk findet sich eine Inschrift, die an den Bau erinnert.
Bei einer Auktion am 28. Juli 1776 erwarb Gaetano Mifsud das Waschhaus. Heute (2019) steht es im Eigentum der Regierung Maltas.

## Geschichte
Das Gebäude wurde um 1685 von dem Priester Gasparre Azzopardi errichtet, der Inhaber des Benefiziums Tas-Saqqaja und der Quelle war. Jedoch war die Quelle bereits im ausgehenden 14. Jahrhundert durch einen bogenartigen Bau geschützt, wie durch ein Dokument aus dem Jahr 1373 nachgewiesen ist. Auch Arbeiten aus dem Jahr 1597 belegen die Existenz eines Vorgängerbaus.